# إتش تي سي إكسبلورر
إتش تي سي إكسبلورر (بالإنجليزية: HTC Explorer) هو هاتف ذكي من إتش تي سي يعمل بنظام أندرويد، تم طرحه في الأسواق في سبتمبر 2011.

## الخصائص
- نظام التشغيل: أندرويد
- الشاشة: شاشة لمس إل سي دي
- المعالج: 600 ميجا هرتز
- الذاكرة: 512 ميجابايت